# Lògica doxàstica
La lògica doxàstica (del grec antic δόξα, doxa, "creença") és una lògica modal que s'ocupa del raonament sobre les creences. Típicament, una lògica doxàstica utilitza l'expressió {\displaystyle B_{c}p\,} per significar "el raonador c creu que p és veritable", i el conjunt {\displaystyle B_{c}\,} es refereix al conjunt de creences de c.
Hi ha un paral·lelisme complet entre els raonadors que creuen en proposicions i els sistemes matemàtics que demostren proposicions. Utilitzant la lògica doxàstica, es pot expressar l'equivalent epistèmic del teorema d'incompletesa de Gödel, com també el teorema de Lob, i altres resultats matemàtics.

## Tipus de raonadors
- Raons precises : Un raonador c cal si no creu en cap proposició falsa (axioma modal T).[1][2]

{\displaystyle \forall p\ B_{c}p\to p}
- Raonador imprecís : Un raonador c és imprecís si hi ha almenys una proposició en la que creu i que no és veritable.[1][2]

{\displaystyle \exists p\ B_{c}p\land \neg p}
- Raonador presumit : Un raonador c és presumit, si creu que no és imprecís. Un raonador presumit necessàriament incorre en una imprecisió.[1][2]

{\displaystyle B_{c}(\neg \exists p(B_{c}p\land \neg p))}
- Raonador consistent : Un raonador c és consistent si no creu en una proposició i la seva negació (axioma modal D).[1][2]

{\displaystyle \forall p\ \neg (B_{c}p\land B_{c}\neg p)}
- Raonablement normal : Un raonador c és normal si sempre que creu p, creu també que creu p (axioma modal 4).[1][2]

{\displaystyle \forall p\ B_{c}p\to B_{c}B_{c}p}
- Raonador peculiar : Un raonador c és peculiar si hi ha alguna proposició p en la que creu, però també creu que no creu p. Si bé un raonador peculiar pot semblar un fenomen psicològic estrany, un raonador peculiar és necessàriament imprecís però no necessàriament inconsistent.[1][2]

{\displaystyle \exists p\ B_{c}p\land B_{c}\neg B_{c}p}
- Raonador regular : Un raonador c és regular si la seva creença és distributiva sobre les operacions lògiques (axioma modal K).[1][2]

{\displaystyle \forall p\forall q\ B_{c}(p\to q)\to (B_{c}p\to B_{c}q)}
- Raonador reflexiu : Un raonador c és reflexiu si per a tota proposició p hi ha una proposició q tal que el raonador creu que {\displaystyle q\Leftrightarrow (B_{c}q\to p)}. I per tant si un raonador reflexiu del tipus 4 creu que {\displaystyle B_{c}p\to p}, aleshores també creurà p. Aquest és un paral·lelisme del teorema de Lob per raonar.[1][2]

- Raonador inestable : Un raonador c és inestable si hi ha alguna proposició p en la qual c creu que creu, però realment no creu. Aquest és un fenomen tan estrany com la peculiaritat. Tanmateix, un raonador inestable no necessàriament és inconsistent.[1][2]

{\displaystyle \exists p\ B_{c}B_{c}p\land \neg B_{c}p}
- Raonablement estable : Un raonador c és estable si no és inestable. O sigui si per a tot p, si creu que creu p, creeu p. Noteu que l'estabilitat és l'oposat de la normalitat.[1][2]

{\displaystyle \forall p\ B_{c}B_{c}p\to B_{c}p}
- Raonador modest : Un raonador c és modest si per a tota proposició p creu que {\displaystyle B_{c}p\to p} només si creu p. Un raonador modest mai creu {\displaystyle B_{c}p\to p} a menys que cregui p. Pel teorema de Lob, tot raonador reflexiu del tipus 4 és modest.[1][2]

{\displaystyle \forall p\ B_{c}(B_{c}p\to p)\Leftrightarrow B_{c}p}
- Raonador estrany : Un raonador c és estrany si és del tipus G i creu que és inconsistent, però s'equivoca en la seva creença ![2]

- Raonador tímid : Un raonador c és tímid si no creu en una proposició perquè creu que creure en aquesta implica creure en una contradicció.[2]

{\displaystyle \forall p\ B_{c}(B_{c}p\to B_{c}\bot )\to \neg B_{c}p}

## Nivells incrementals de raciocini
- raonador de tipus 1: Un raonador c és del tipus 1 si té un coneixement complet de la lògica proposicional. És a dir, si creieu en tota tautologia (axioma modal N), i si el seu conjunt de creences és lògicament tancat mitjançant modus ponens. Si c creu que p i que p implica q, aleshores també creu que q (axioma modal K). En aquest sentit és equivalent al sistema modal K.[1][2][3]

{\displaystyle p\models B_{c}p}
{\displaystyle (B_{c}p\land B_{c}(p\to q))\to B_{c}q}
- raonador de tipus 1 * : Un raonador c és del tipus 1 * si creu en totes les tautologies, si el seu conjunt de creences és lògicament tancat mitjançant modus ponens, i si per a tot parell de proposicions p i q, si creu que p implica q, llavors creu que si creu p, llavors també creu q. Un raonador del tipus 1 * té una mica més d'auto consciència que un raonador del tipus 1.[1][2]

{\displaystyle B_{c}(p\to q)\to B_{c}(B_{c}p\to B_{c}q)}
- raonador de tipus 2 : Un raonador c és del tipus 2 si és del tipus 1 i si per a tot p i q creu (correctament) que si creu tant que p com que p implica q, llavors creurà q. Per ser del tipus 1, c creu en la proposició lògicament equivalent: {\displaystyle B_{c}(p\to q)\to (B_{c}p\to B_{c}q)}. En altres paraules, un raonador de tipus 2 sap que les seves creences són tancades sota modus ponens.[1][2]

{\displaystyle B_{c}((B_{c}p\land B_{c}(p\to q))\to B_{c}q)}
- raonador de tipus 3 : Un raonador c és del tipus 3 si és del tipus 2 i, a més, és un raonador normal.[1][2]

- raonador de tipus 4 : Un raonador c és del tipus 4 si és del tipus 3 i també creu que és normal.[1][2][3]

- raonador de tipus G : Un raonador c és del tipus G si és del tipus 4 i, a més, creu que és modest.[1][2]

## Incompletesa de Gödel i indecisió doxàstica
Sigui un raonador exacte al qual se li encomana la tasca d'assignar un valor de veritat a una proposició que se li presenta. Hi ha una proposició davant la qual el raonador haurà de romandre indecís per sempre o perdre la seva precisió. Una solució és la proposició:
S: "Vostè no creurà aquesta proposició."
Si el raonador alguna vegada creï la proposició S, es torna fals per aquest sol acte, fent de S una creença falsa i, per tant, convertint al raonador en imprecís en creure en S.
Per tant, atès que el raonador cal, ell o ella no creuran en S. Per tant, la proposició era veritable, ja que això és exactament el que s'afirmava. A més el raonador mai tindrà la falsa creença que S és vertader. El raonador no pot creure ni que la proposició és vertadera o és falsa sense convertir-se en inconsistent (és a dir afirmar dues creences contradictòries). I per tant el raonador ha de romandre per sempre indecís pel que fa a si la proposició S és vertadera o falsa.
El teorema equivalent estableix que per a qualsevol sistema formal F, hi ha una proposició matemàtica que pot ser interpretada significant "Aquesta proposició no és demostrable en el sistema formal F". Si el sistema F és consistent, ni la proposició ni la seva oposada seran demostrables en ell.

## Inconsistència i peculiaritat de raonadors presumits
A un raonador del tipus 1 se li formula la següent proposició "Vostè mai no creurà aquesta proposició." És interessant notar que si el raonador creu que ell o ella són sempre necessaris, llavors ell o ella es converteixen en imprecisos. Aquest raonador farà el següent raonament: "Si jo crec la proposició llavors la mateixa serà falsa per aquesta acció, el que significa que jo seré imprecís. Això és impossible, ja que jo sempre sóc precís. Per tant, jo no puc creure aquesta proposició, ha de ser falsa. "
Per tant, el raonador creu que la proposició és falsa, el que fa que la proposició sigui vertadera. Per tant, el raonador és imprecís a creure que la proposició és falsa. Si el raonador no hagués assumit la seva pròpia precisió, ell o ella mai s'haguessin involucrat en una imprecisió.
Es pot demostrar que un raonador presumit és peculiar.

## Creences auto satisfetes
En sistemes es defineix la reflexivitat de manera que per a qualsevol p (en el llenguatge del sistema) hi ha algun q tal que q ≡ (Bq → p) és demostrable en el sistema. El teorema de Lob (en una forma general) estableix que per a tot sistema reflexiu del tipus 4, si Bp → p és demostrable en el sistema, també ho és p.

## Inconsistència de la creença en l'estabilitat d'un mateix
Si un raonador reflexiu del tipus 4 creu que ell o ella és estable, llavors ell o ella es tornarà inestable. Dit en altres paraules, si un raonador estable reflexiu del tipus 4 creu que ell o ella és estable, llavors ell o ella es tornarà inconsistent. A què es deu això? Suposem que un raonador estable reflexiu del tipus 4 creu que ell o ella és estable. Es demostra a continuació que ell o ella creurà que en tota proposició p (i per tant ser inconsistent). Prenem una proposició aleatòria p. El raonador creu BBP → Bp, per tant pel teorema de Lob ell o ella creurà Bp (perquè ell o ella creu Br → r, on r és la proposició Bp i, per tant, ell o ella creurà en r, que és la proposició Bp). Atès que és estable, ell o ella llavors creurà p.